# Epigomphus tumefactus
Epigomphus tumefactus är en trollsländeart som beskrevs av Philip Powell Calvert 1903. Epigomphus tumefactus ingår i släktet Epigomphus och familjen flodtrollsländor. Inga underarter finns listade i Catalogue of Life.